# Megateg
Megateg bartholomai is een spinnengeslacht in de taxonomische indeling van de Zoropsidae. Het geslacht werd in 2005 beschreven door Raven & Stumkat. 

## Onderliggende soorten
- Megateg bartholomai Raven & Stumkat, 2005
- Megateg covacevichae Raven & Stumkat, 2005
- Megateg elegans Raven & Stumkat, 2005
- Megateg gigasep Raven & Stumkat, 2005
- Megateg lesbiae Raven & Stumkat, 2005
- Megateg paulstumkati Raven & Stumkat, 2005
- Megateg ramboldi Raven & Stumkat, 2005
- Megateg spurgeon Raven & Stumkat, 2005